# Datljeva črnjavka
Datljeva črnjavka (znanstveno ime Homophron spadiceum) je gliva iz rodu livk (Homophron).

## Značilnosti
Klobuk ima v premeru od 3 do 8 cm. Je precej mesnat, sprva polkroglast, nato obokan, nazadnje precej ploščat. Površina je mat, brez ostankov ovojnice. Je higrofan, kar pomeni, da spreminja barvo v odvisnosti od vlage. V mokrem je temno rjave ali čokoladno rjave z vinsko rdečkastim odtenkom, v suhem svetlo rjasto oker.
Lističi so gosti, mesnati, sprva belkasti, nato rjavi in končno sivo rjavi do škrlatno rjavi. Ostrinka je belkasta in kosmata zaradi številnih heilocistid.
Bet je visok od 4 do 8 cm in debel od 5 do 13 mm, nepravilno valjast in brez obročka. Sprva je poln, kasneje se izvotli. Površina je sijoča, belkasta do mesnato rjava in svilnato vlaknasta.
Meso je drobljivo, vodeno ter brez izrazitega vonja in okusa.

## Razširjenost in življenjski prostor
Datljeva črnjavka je široko razširjena, a razmeroma redka goba.
Pojavlja se v manjših skupinah oziroma šopkih v gozdovih in parkih. Raste kot gniloživka ob vznožjih listavcev.

## Mikroskopske značilnosti
Trosni odtis je opečnato bež barve. Trosi so s strani fižolaste oblike, od zgoraj pa elipsasti, bledi, brez zarodnih por in merijo 8–9,5 x 4–5 μm.
Cistide so številne, vretenaste oblike z zaobljenim vrhom. Stene so v sredini debele do 1 μm, v zgornjem delu 1 do 3 μm, včasih je celoten vrh zapolnjen s stensko strukturo. Nekatere imajo vrh obložen s kristali, ki tvorijo zvezde.
- trosi
- pleurocistide s kristalčki
- heilocistide
- ostrinka lističev

## Podobne vrste
- zbledela kandolovka (Candolleomyces candolleanus) ima bel bet, temno rjav trosni prah in nima cistid značilnih za črnjavke.

## Uporabnost
Neužitna.